# Náhrada funkce ledvin
Náhrada funkce ledvin je souhrnný pojem, označující v medicíně léčebné postupy používané při selhání ledvin pro udržení pacienta při životě. Používají se tyto metody:
- hemodialýza
- peritoneální dialýza
- hemofiltrace
- transplantace ledvin.

Všechny tyto metody jsou paliativní a neléčí chronická onemocnění. V případě akutního selhání ledvin může včasné použití dialýzy mít příznivý dopad a vést k vyléčení pacienta.